# Abutilon paniculatum
Abutilon paniculatum är en malvaväxtart som beskrevs av Hand.-mazz.. Abutilon paniculatum ingår i släktet klockmalvor, och familjen malvaväxter. Inga underarter finns listade i Catalogue of Life.